# Takbīr

Il takbīr in calligrafia araba e nella traduzione inglese.

Takbīr (arabo تَكْبِير) è il nome dell'espressione araba islamica Allāhu akbar (الله أَكْبَر, generalmente resa come «Allah è il più grande»), e anche del relativo movimento del corpo.
È un'espressione presente nel Corano (si veda, ad esempio, la Sūra LXXIV, al versetto 3), comune nel mondo islamico, usata in vari contesti dai musulmani: nella preghiera canonica (ṣalāt), nella chiamata alla ṣalāt da parte del muezzin (adhān), in momenti di difficoltà, per esprimere risoluta determinazione o sfida, oppure come dichiarazione informale di fede.

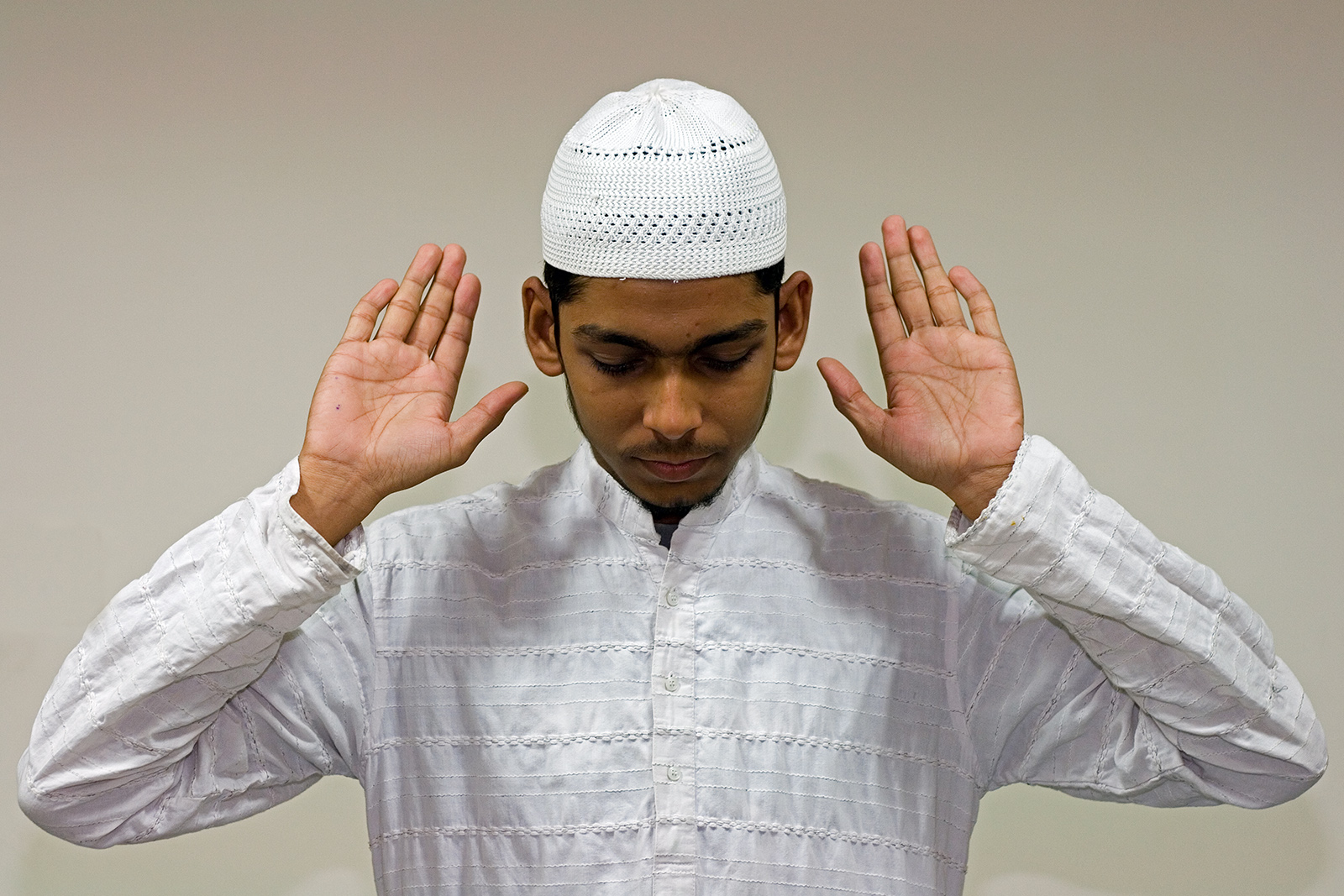
Un musulmano leva entrambe le braccia per recitare il takbīr nella ṣalāt.

## Significato
Dalla radice araba <k-b-r>, che significa "essere grande", deriva una forma intensiva (kabbara), che vuol dire "essere più grande". Da questa, a sua volta, si può costruire il nomen actionis (takbīr) che, in sé e per sé, indicherebbe "il fatto d'essere più grande". Per il suo significato sia lessicale che religioso, è un'espressione assimilabile con la latina magnificat.
Di fatto, però, esso coinvolge l'intera espressione Allāhu akbar, così come la basmala identifica la frase Bi-sm(i) llāh(i) al-Raḥmān(i) al-Raḥīm(i), cioè "In nome di Allah Clemente Misericordioso".

## Uso religioso
Il takbīr è una forma abbreviata della frase Allāhu akbar min kulli shayʾ ("Allah è più grande di ogni cosa") e fu usato dal profeta Maometto in occasione delle cerimonie funebri in cui si ricordavano le qualità religiose del defunto. Ancor oggi quattro takbīr accompagnano l'inumazione di ogni fedele musulmano sunnita, mentre gli sciiti ne pronunciano cinque.
Il takbīr è sovente usato anche nelle cerimonie del pellegrinaggio canonico (ḥajj), tanto in occasione dell'inizio dei riti quanto durante gli spostamenti fra La Mecca e le località dei dintorni che si debbono visitare (Monte Arafat, Mina, Muzdalifa, le ʿaqaba, etc.), come pure nella spianata sacra della Kaʿba. Si raccomanda, tuttavia, che l'esclamazione non sia fatta a voce alta, ma solo mormorata.

## Uso terroristico
La frase è oggi tristemente nota come grido di battaglia di terroristi di matrice islamica estremista per accompagnare attentati e combattimenti.

## Uso politico
La frase è stata adattata anche a un uso strumentale in politica. È stata riprodotta, ad esempio, sulla bandiera irachena (per volontà dell'allora presidente dell'Iraq, Saddam Hussein, che sperava, in questo modo, di accreditarsi come un leader dall'accentuata sensibilità religiosa) e su quella iraniana, in cui è ripetuta per ben 22 volte. Inoltre, è stato anche il titolo dell'inno nazionale della Libia (Allahu akbar) che è stato in auge durante l'era Gheddafi (1969-2011) fino alla caduta di quest'ultimo nella guerra civile libica.

## Analogie
Dal punto di vista del significato, il takbīr è simile ma con lo stesso significato dell'invocazione contenuta nell'espressione ebraica Alleluia ("Lode a Dio!"), in seguito adottata pure dal Cristianesimo, ma può essere accostata anche alla dedica latina Deo Optimo Maximo (A Dio, il migliore, il più grande), che fu di moda, in modo particolare, in epoca rinascimentale.